# Nude with Boots
Nude with Boots è il sedicesimo album del gruppo musicale statunitense Melvins, pubblicato l'8 giugno del 2008. L'album presenta le stesse caratteristiche e la stessa formazione del precedente album (A) Senile Animal. Prima della pubblicazione, l'album poteva essere ascoltato interamente nella pagina ufficiale della band su MySpace.

## Tracce
1. The Kicking Machine - 2:44
2. Billy Fish - 3:53
3. Dog Island - 7:32
4. Dies Iraea - 4:33
5. Suicide in Progress - 4:47
6. The Smiling Cobra - 3:43
7. Nude with Boots - 3:36
8. Flush - 1:07
9. The Stupid Creep - 1:31
10. The Savage Hippy - 3:34
11. It Tastes Better Than the Truth - 5:20

## Formazione
- King Buzzo - chitarra elettrica, voce
- Dale Crover - batteria, cori
- Jared Warren - basso, coro
- Coady Willis - batteria, coro

Altri musicisti
- Tom Hazelmyer - chitarra e cori in The Savage Hippy

## Produzione
- Toshi Kasai - registrazione
- John Golden - mastering
- Mackie Osborne - copertina